# 黑林山区申瓦尔德
黑林山区申瓦尔德是德国巴登-符腾堡州的一个市镇。总面积27.81平方公里，总人口2353人，其中男性1173人，女性1180人（2011年12月31日），人口密度85人/平方公里。

## 友好城市
- 法國 阿沙尔堡